# 红旗轿车
红旗是中华人民共和国的豪華汽車品牌，由位於長春市的中国第一汽车集团制造，该车也一直是中华人民共和国国庆阅兵的检阅车。自2013年起，为了实现党和国家机构支持國產品牌的目標，党和国家领导人及中国驻外使馆开始采用红旗作为官方用车。

## 历史

### 第一代
紅旗由1958年成立，最初汽車設計理念據說以蘇聯風格的豪华車為主，從市場開放之後，紅旗汽車的設計就委外由奧迪以及美國林肯汽車進行設計與技術指導。
1981年5月14日，《人民日报》刊登“国务院发出节电、节油指令”，提到“红旗牌高级小轿车因油耗较高，从今年6月起停止生产”。

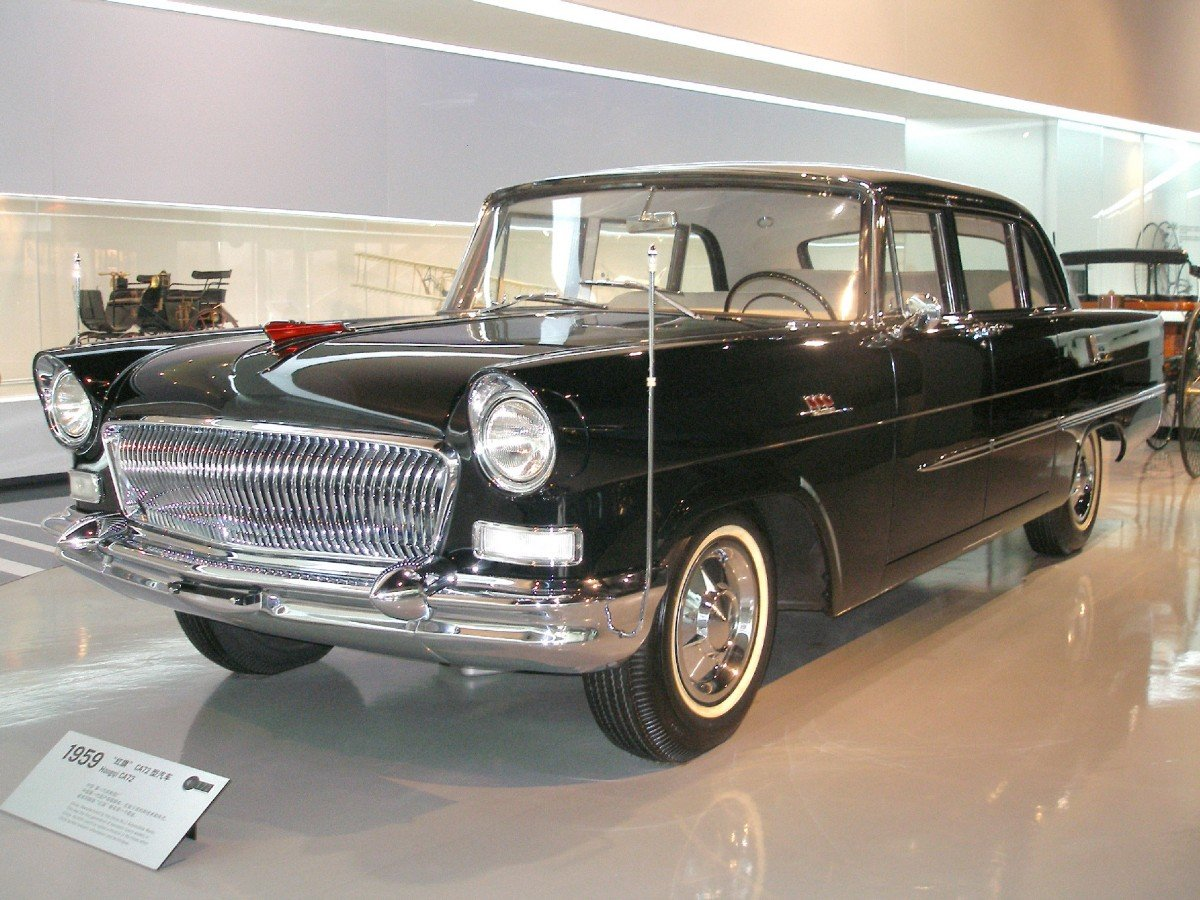
1959年生产的红旗 CA72为其最早车型，并在中华人民共和国成立10周年庆典上亮相。
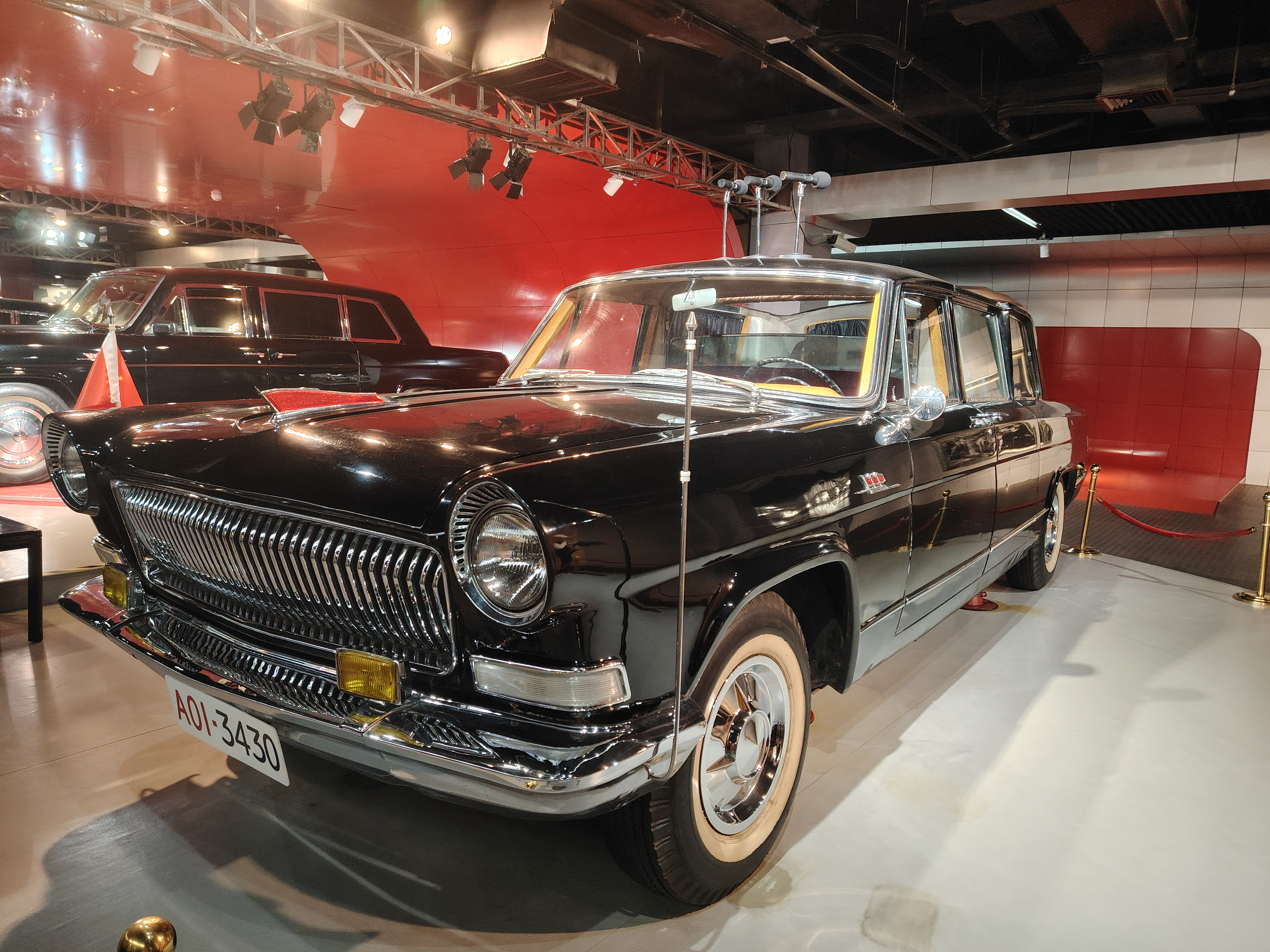
红旗CA770TJ特种检阅车，这辆是中共中央军委主席邓小平在中华人民共和国35年国庆检阅时的座驾
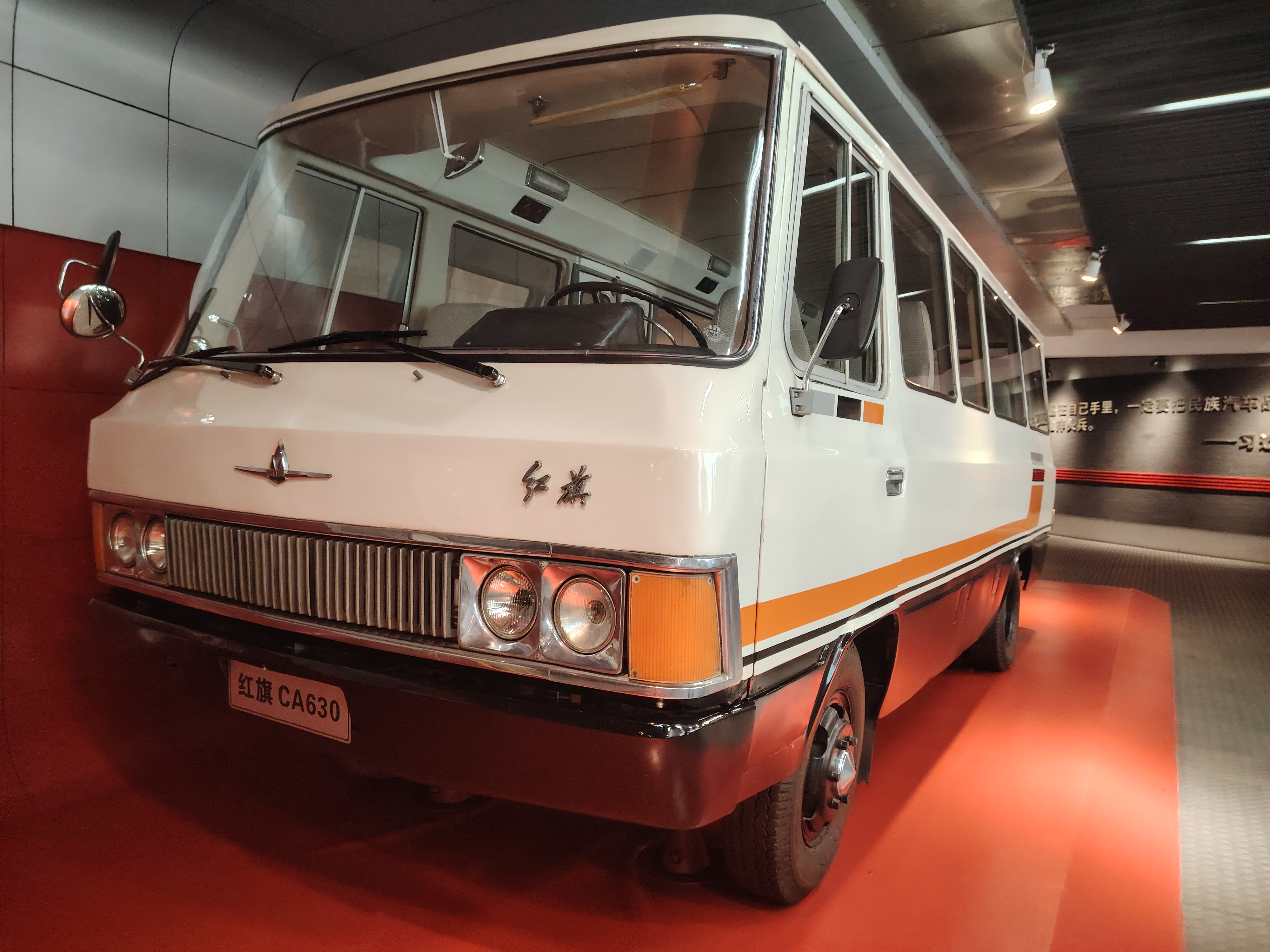
20世纪80年代生产的一汽红旗630型旅游车

### 第二代

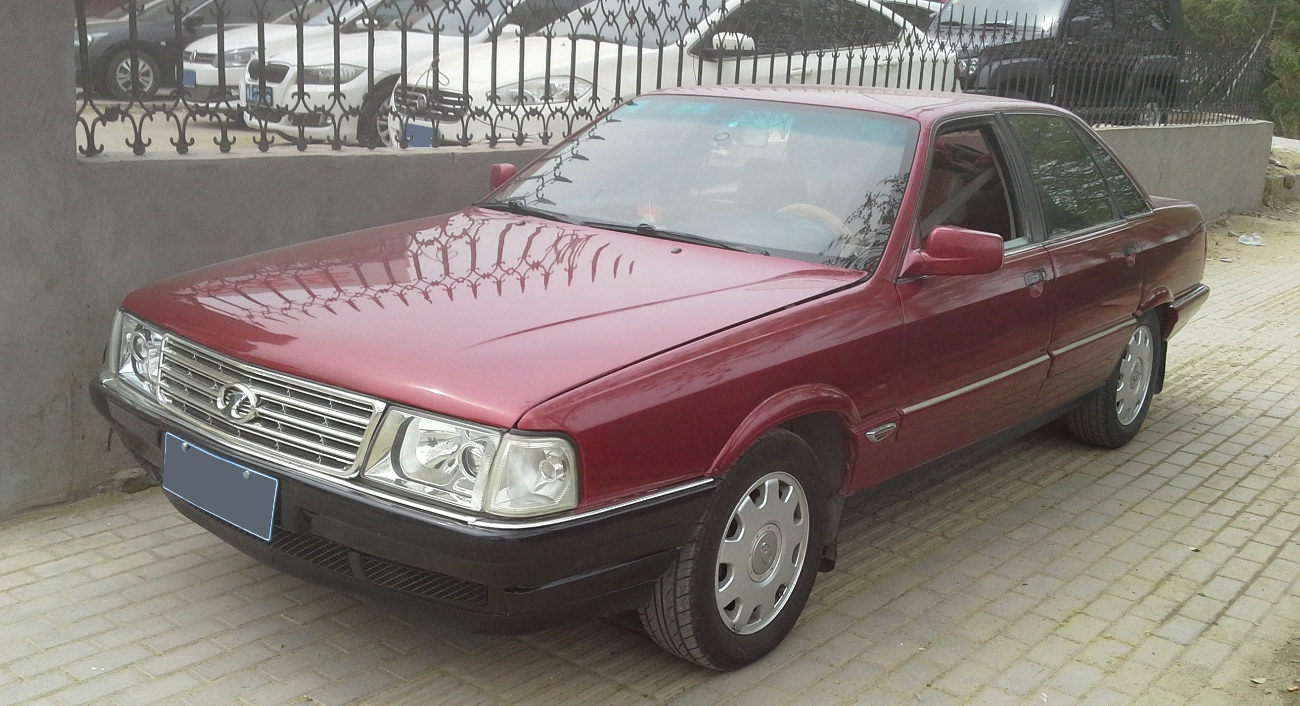
在河南鄭州的紅旗明仕轿车。

第二代基于奥迪100发展“红旗明仕”，基于奥迪200发展了“红旗世纪星”。
后来这一产品线分化成一汽奔腾品牌。

### 第三代

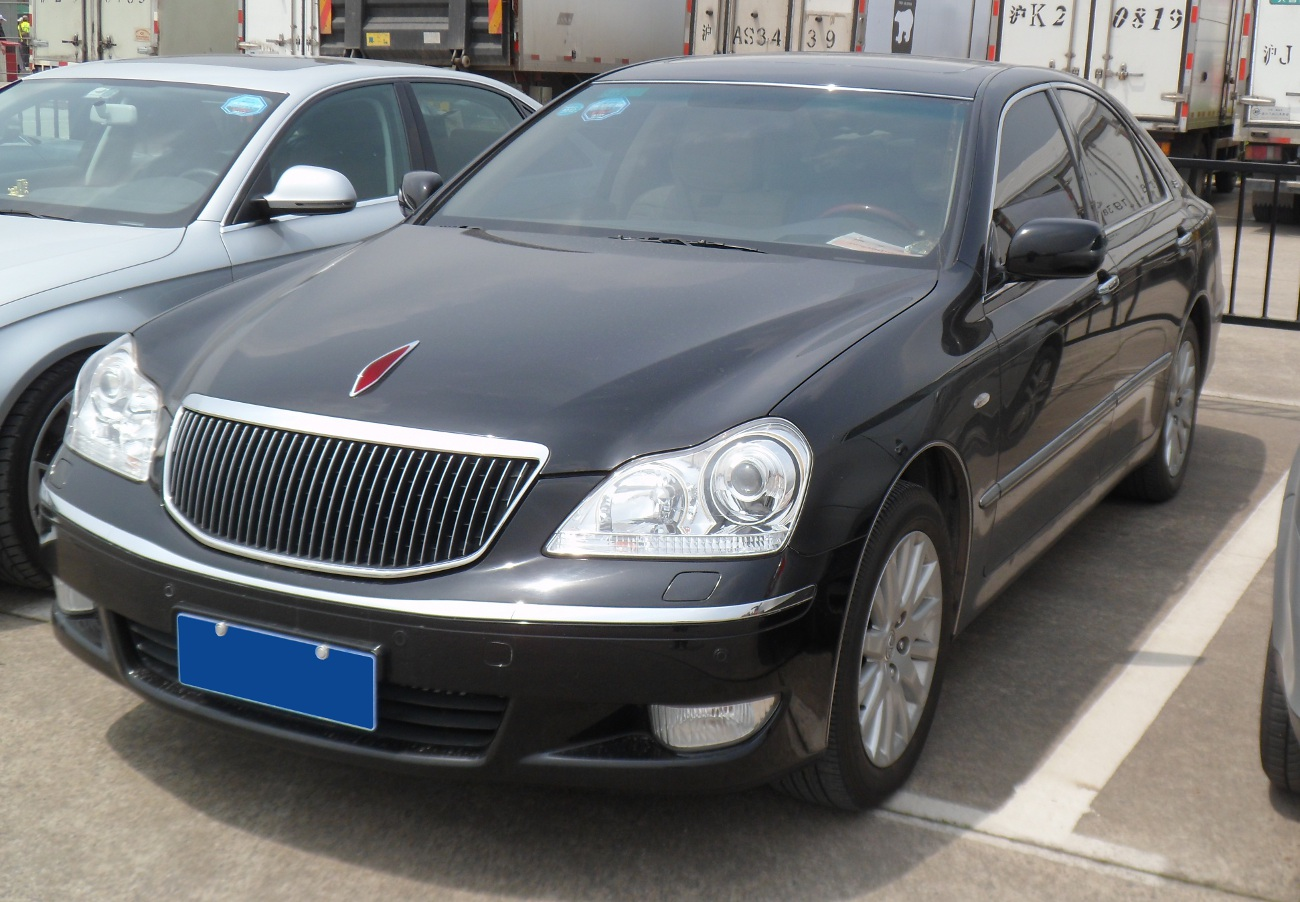
红旗HQ3，基于「丰田皇冠马杰斯塔」

2006年发布的新车——紅旗HQ3是由丰田皇冠马杰斯塔為基礎進行設計與製造。后来，HQ3改名为红旗盛世销售。

### 第四代
2005年的上海車展當中，紅旗汽車對外發布紅旗HQD概念車可說是紅旗CA770禮車的進化版。后来，红旗HQD演变为HQE.
红旗HQE是红旗目前最顶级的车型，HQE被用作高级国家礼宾用车。是2009年10月1日举行的中华人民共和国国庆60周年庆典，中共中央军委主席胡锦涛阅兵座驾。
2008年的北京車展，一汽首度公開紅旗HQE與一輛紅旗SUV概念車。
2012年末，红旗HQE以红旗L9的名义准备开始量产。
2016年11月18日，一汽轿车公布《资产转让暨关联交易的公告》。公告称，一汽轿车将旗下红旗产品制造相关的固定资产转让给控股股东中国第一汽车股份有限公司。

### 第五代
红旗H7轿车计划成为共和国部长座车，2013年开始对公众销售。

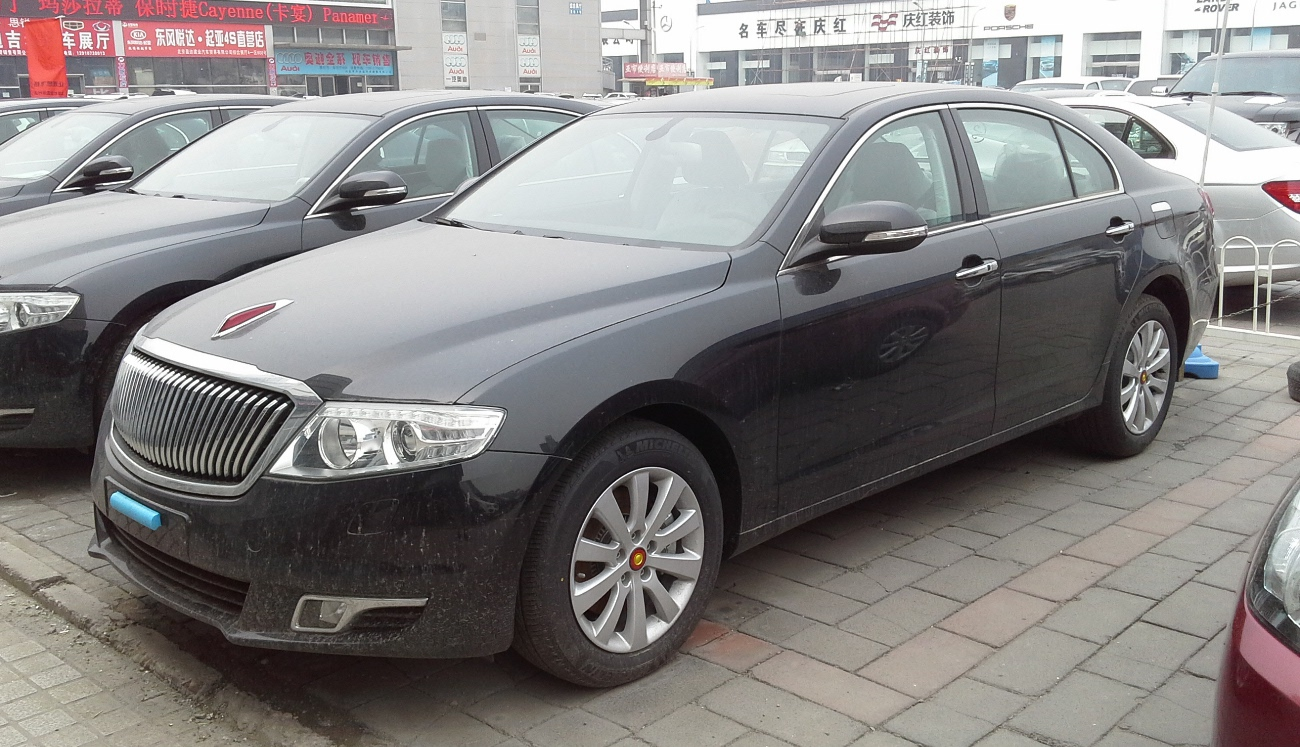
红旗H7
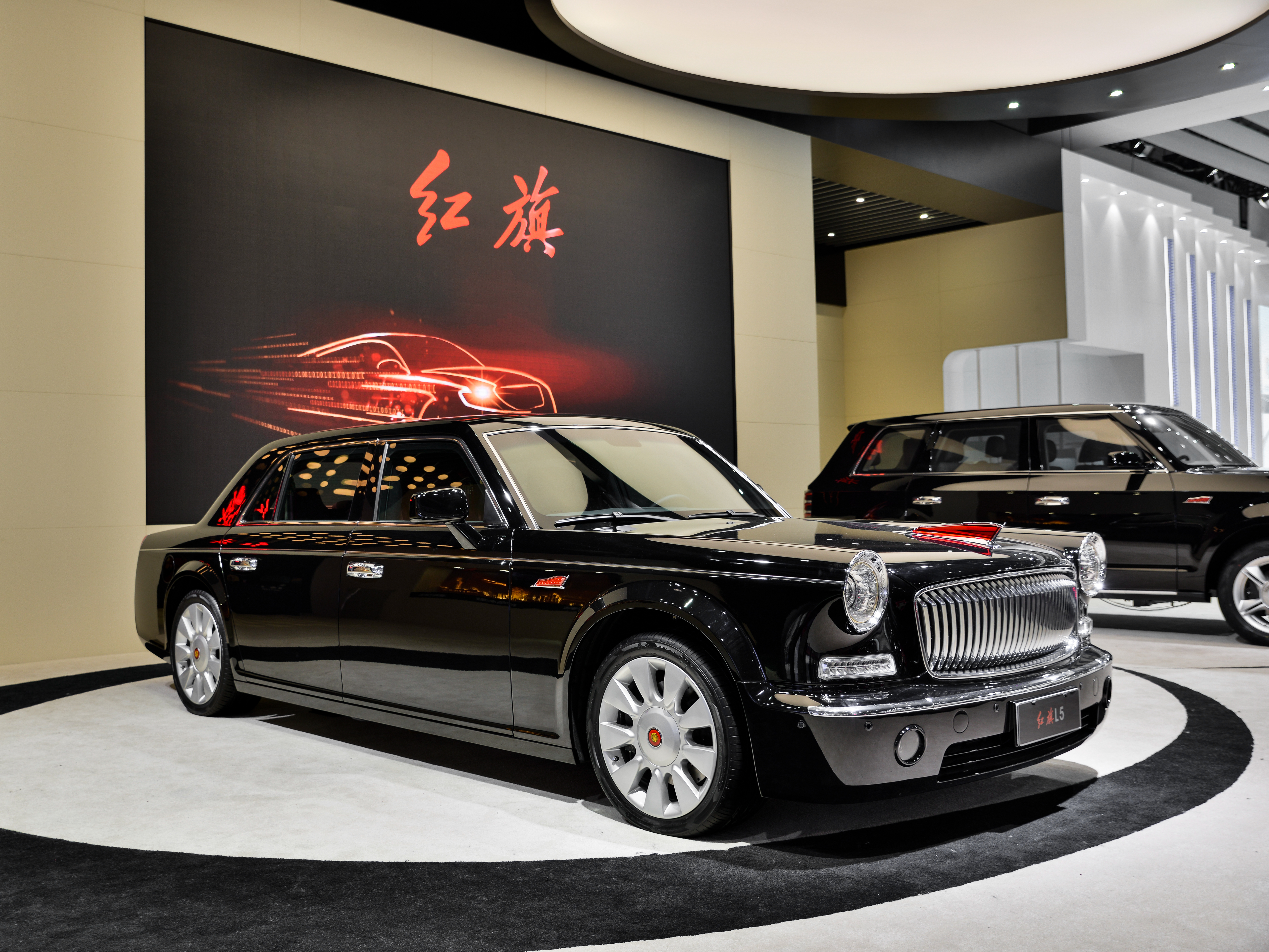
红旗L5
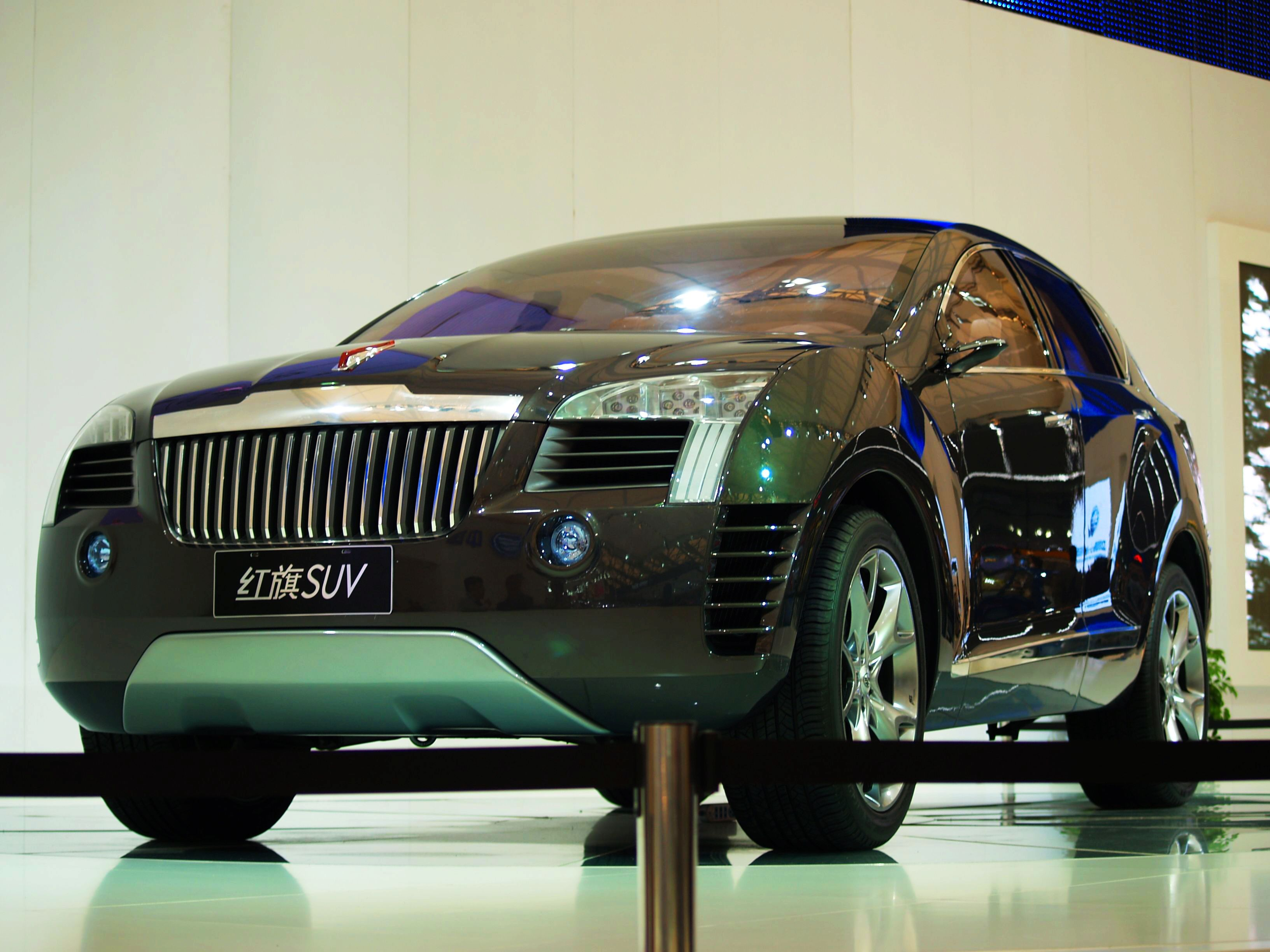
红旗SUV
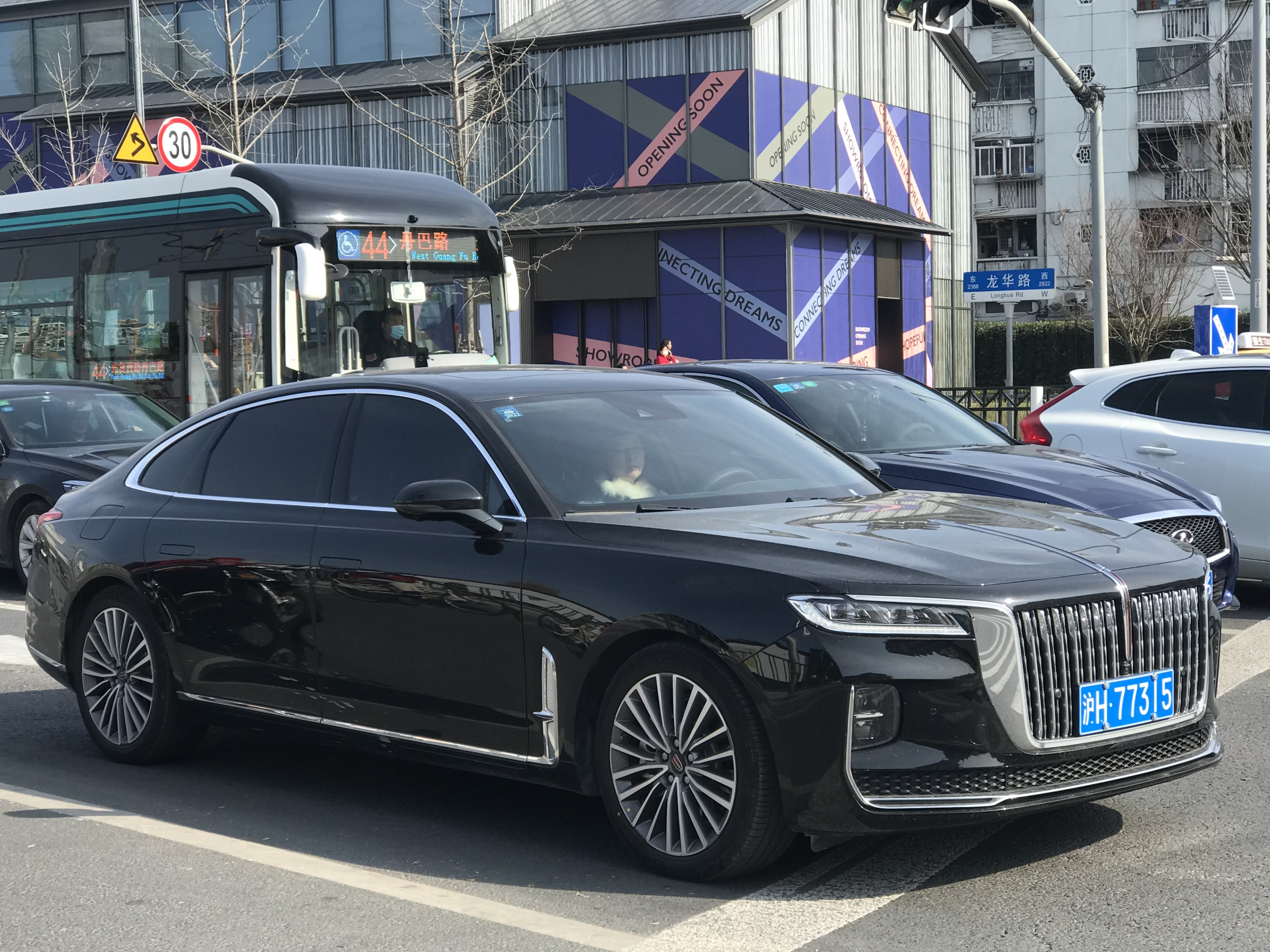
红旗H9
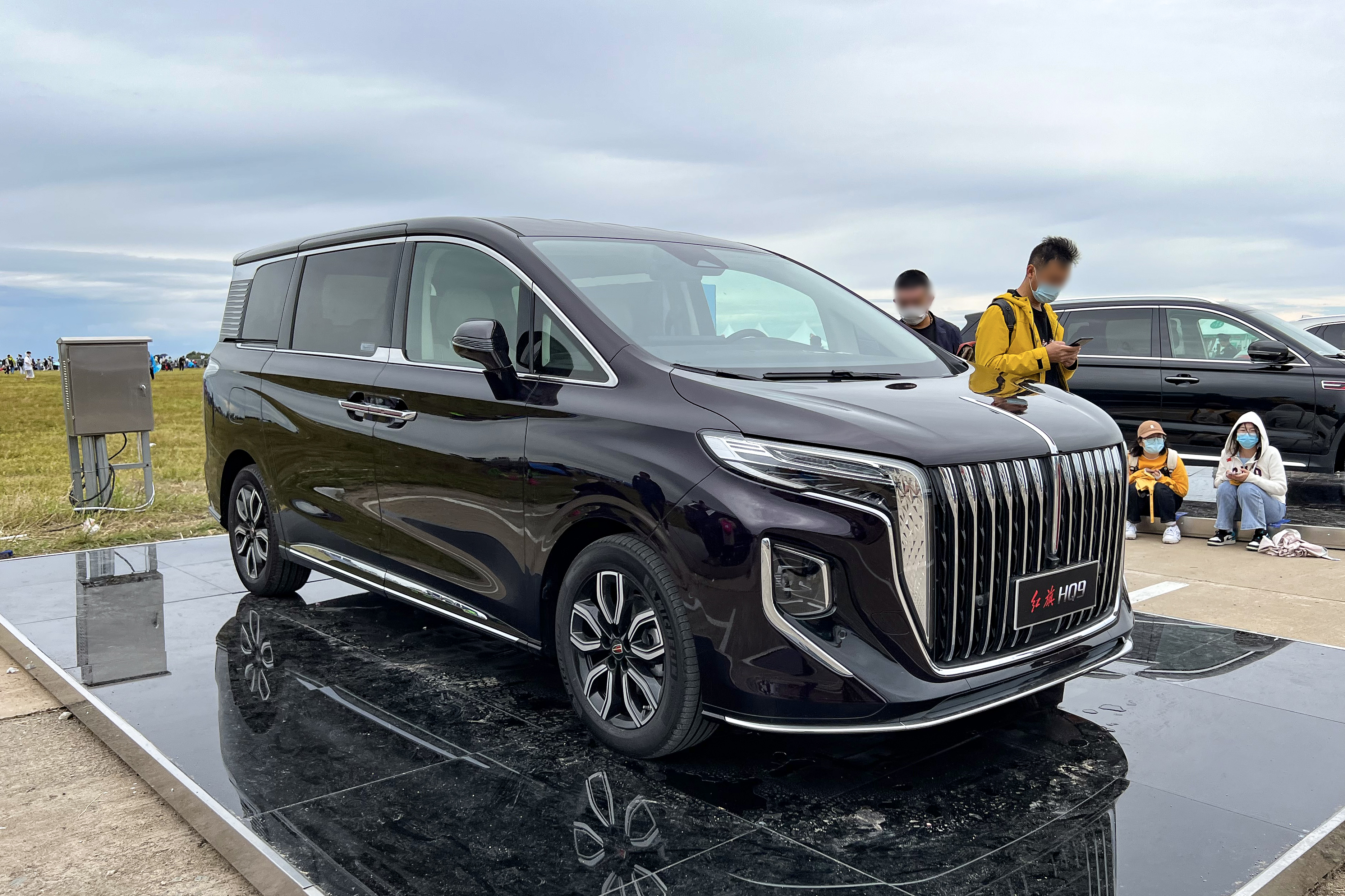
红旗HQ9

### 第六代
红旗B+级轿跑车H6于2023年4月10日上市。采用溜背式设计，配备中置双出排气和掀背尾门。从定位来看，红旗H6将主要与本田雅阁和大众CC展开竞争。
- H5（英语：Hongqi_H5）
- E-HS3（英语：Hongqi_E-HS3）
- HS7（英语：Hongqi_HS7）
- HS5（英语：Hongqi_HS5）
- E-HS9（英语：Hongqi_E-HS9）
- H9（英语：Hongqi_H9）
- E-QM5（英语：Hongqi_E-QM5）
- LS7（英语：Hongqi_LS7）
- H5 II（英语：Hongqi_H5#Second_generation_(2022–present)）

### 概念車

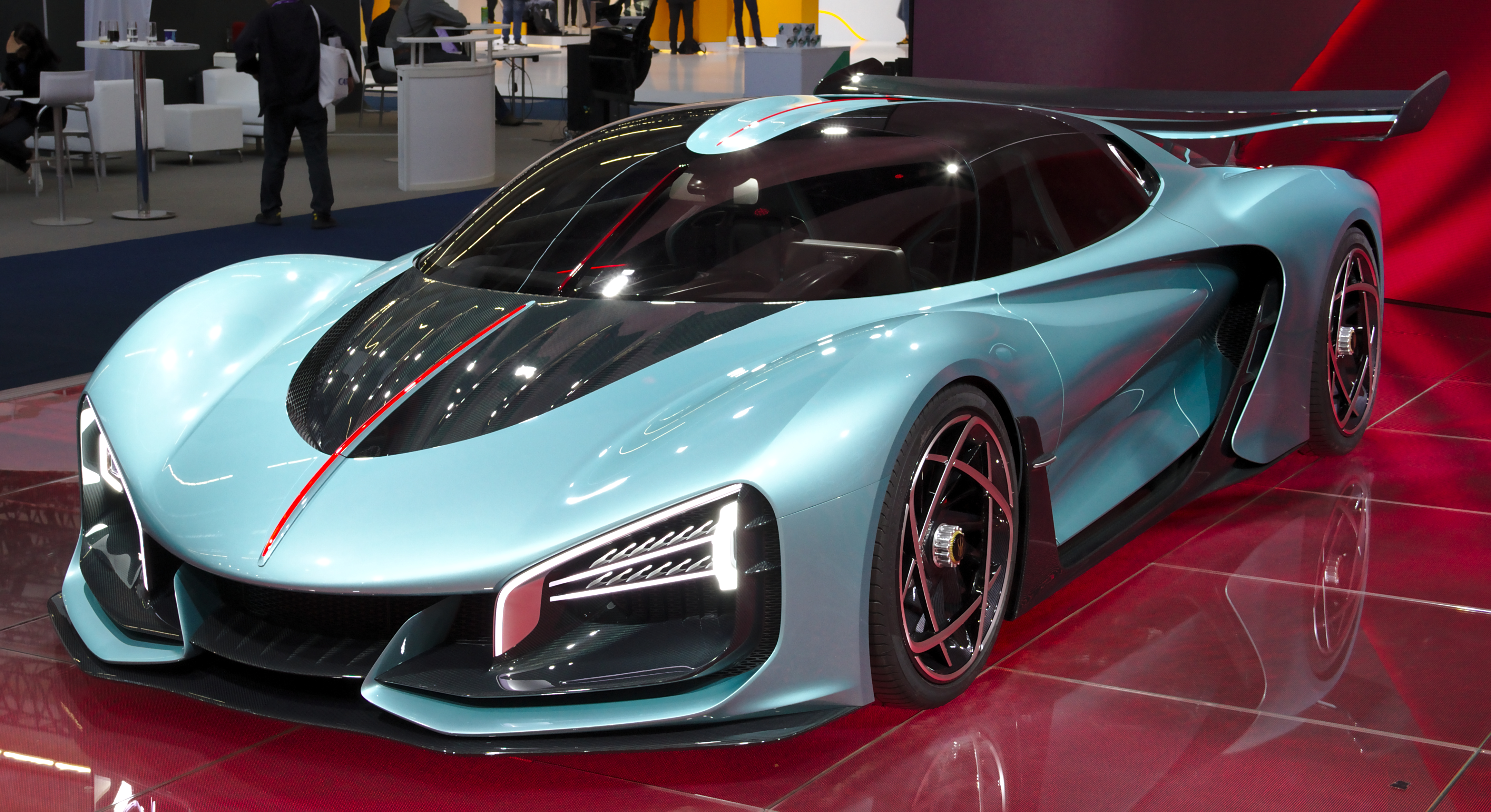
紅旗S9
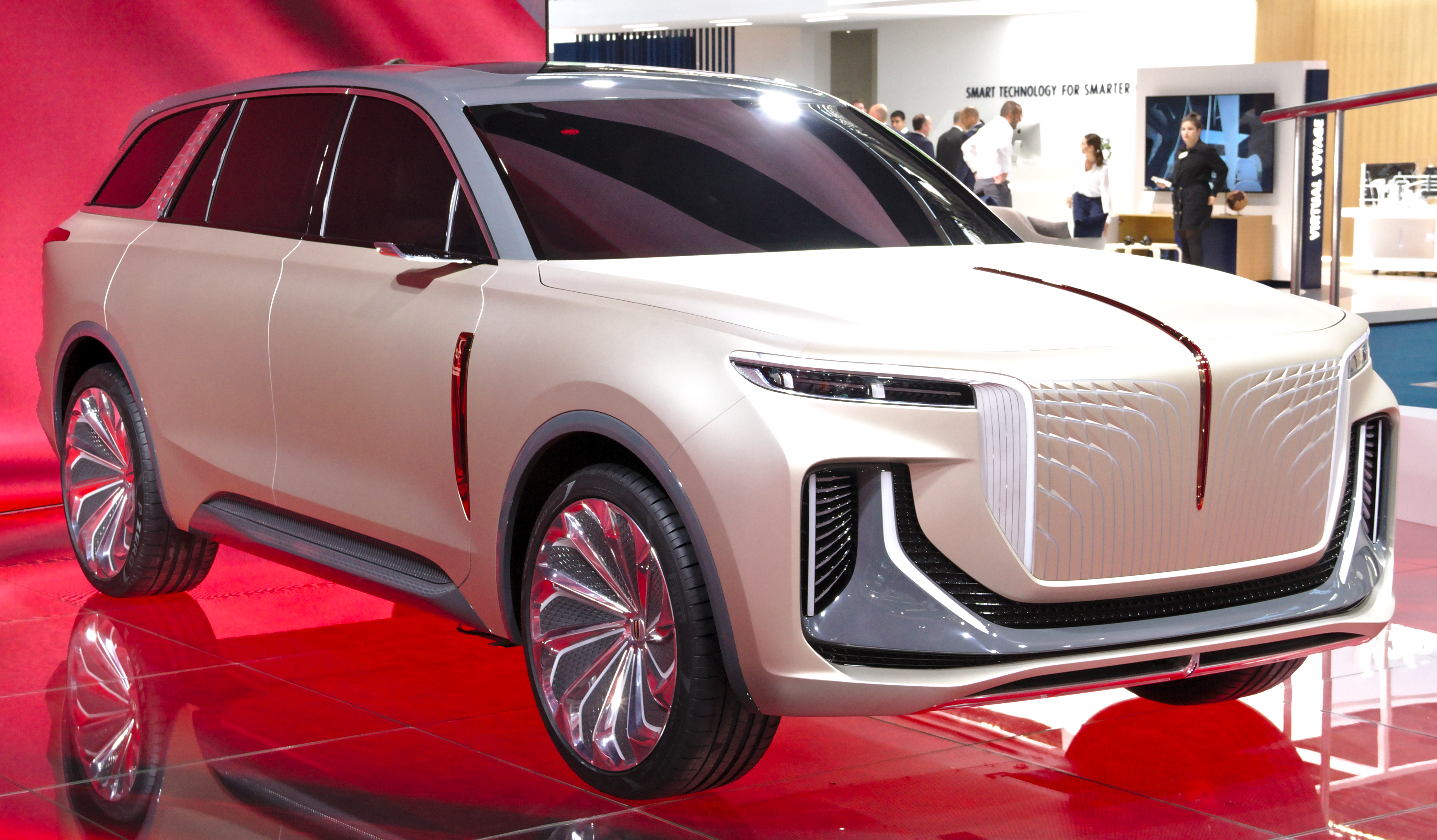
紅旗E115
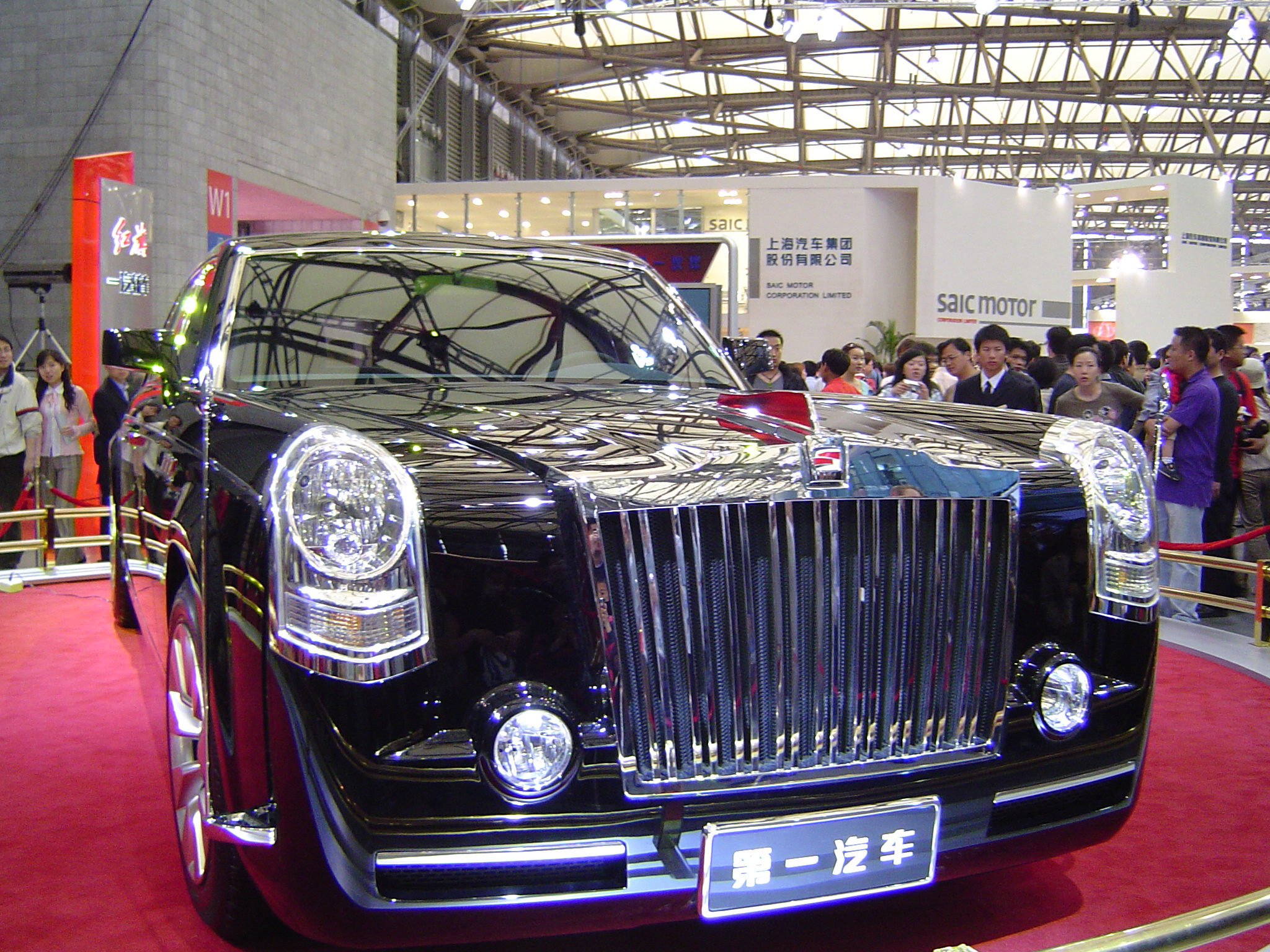
紅旗HQE